# Paddy Ashdown
Paddy Ashdown, barone Ashdown di Norton-sub-Hamdon (Nuova Delhi, 27 febbraio 1941 – Norton-sub-Hamdon, 22 dicembre 2018), è stato un politico e diplomatico britannico.

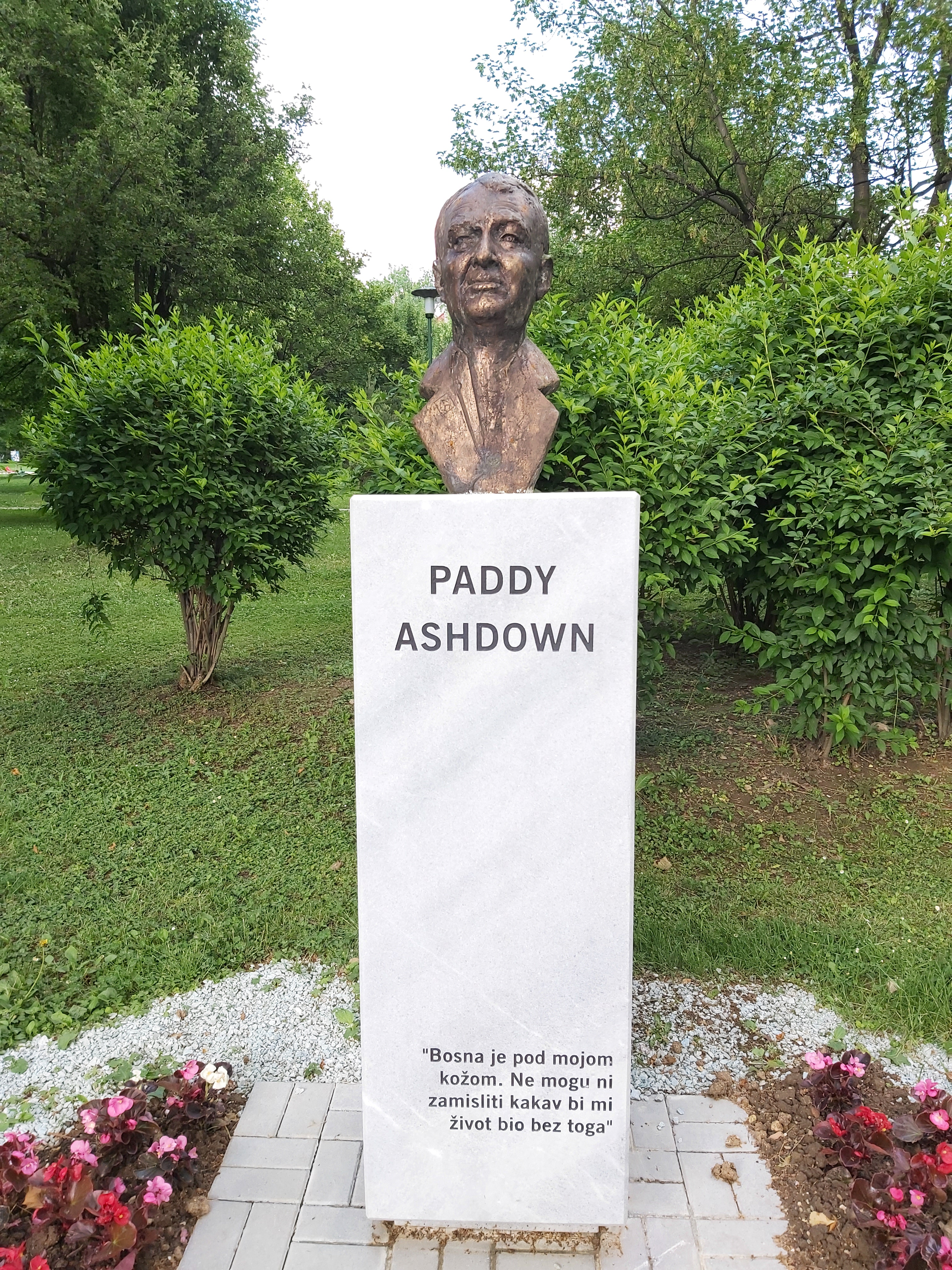
Paddy Ashdown, Sarajevo

Ashdown è stato leader dei liberaldemocratici britannici dal 1988 al 1999. In seguito alle sue energiche pressioni per l'azione militare contro la Jugoslavia negli anni '90, Ashdown ha servito come Alto Rappresentante per la Bosnia ed Erzegovina dal 2002 al 2006,
Dopo aver prestato servizio come ufficiale dei Royal Marines e dello Special Boat Service e come ufficiale dell'intelligence nei servizi di sicurezza del Regno Unito, Ashdown è stato eletto al Parlamento britannico per Yeovil nel 1983, prima di andare in pensione nel 2001.
Ashdown ha ricevuto riconoscimenti nazionali per i suoi servizi, venendo nominato Cavaliere di Gran Croce dell'Ordine di San Michele e San Giorgio (GCMG) nel 2006 e Membro dell'Ordine dei Compagni d'Onore (CH) nel 2015.
Poliglotta, Ashdown aveva una qualifica di interprete in mandarino e parlava fluentemente varie altre lingue.

## Biografia
Primogenito di sette figli (aveva 4 fratelli e 3 sorelle), Paddy Ashdown (il cui vero primo nome è Jeremy) nasce a New Delhi, India britannica, il 27 febbraio 1941 in una famiglia di soldati e amministratori coloniali da tempi installati in India. Suo padre era cattolico non praticante, e sua madre protestante. La madre, nata Hudson,  era infermiera nell'esercito. Il padre, John William Richard Durham Ashdown (1909–1980), era un ufficiale del British Indian Army. Durante la ritirata di Dunkirk del maggio 1940, John Ashdown ignorò l'ordine di abbandonare gli uomini della 32ª compagnia sotto il suo comando, conducendoli invece fino alle navi senza perdere un solo uomo. Benché sottoposto a corte marziale per aver disatteso gli ordini, venne esonerato, ed entro la fine della guerra ottenne il grado di colonnello.
Paddy Ashdown cresce in Irlanda del Nord, dove suo padre acquistò una fattoria nel 1945 presso Comber, Donaghadee. Frequentò la scuola elementare del villaggio, quindi il collegio di Garth House a Bangor e dall'età di 11 anni Bedford School in Inghilterra, dove per via del suo accento venne soprannominato "Paddy".

### Nella Marina britannica
Con il crollo dell'attività di famiglia, Ashdown ottenne una borsa di studio della marina, ma abbandonò prima degli esami di A-levels e si arruolò tra i Royal Marines nel 1959. Servì fino al 1972 congedandosi col rango di capitano. Servì in Borneo durante il Confronto tra Indonesia e Malaysia e nel Golfo Persico, specializzandosi come sommozzatore e unendosi al gruppo d'élite della Special Boat Section (oggi Special Boat Service) di cui fu al comando della sezione Estremo Oriente. Nel 1967 si trasferì ad Hong Kong per frequentare un corso da interprete in cinese mandarino, ritornando nel Regno Unito nel 1970, quando gli venne affidato il comando di una compagnia di Royal Marines a Belfast.

### Agente segreto e diplomatico
Ashdown abbandonò la Marina a favore dei Secret Intelligence Service (SIS or MI6). Sotto copertura diplomatica, lavorò per il Foreign and Commonwealth Office come primo segretario alla missione britannica presso le Nazioni Unite a Ginevra, in Svizzera.
Lì Ashdown fu responsabile delle relazioni con varie organizzazioni ONU e fu coinvolto nei negoziati per vari accordi internazionali, inclusi alcuni aspetti degli Accordi di Helsinki del 1975.

### Carriera politica
Durante il periodo in marina, Ashdown era stato un sostenitore del Partito Laburista, ma cambiò a favore del Partito Liberale nel 1975. Viveva allora una vita agiata in Svizzera, assieme alla moglie Jane e ai due figli Simon e Katherine in una grande casa sulle rive del lago di Ginevra, con molto tempo libero per fare vela, sci o arrampicata. Ashdown decise di passare alla politica dopo le due elezioni britanniche del febbraio e ottobre 1974 e il periodo dell'austerità energetica (Three-Day Week).  "Molti dei miei amici pensavano che fossi completamente ammattito", disse, aggiungendo che aveva trovato nella politica "il senso di uno scopo".
Nel 1976 Ashdown venne nominato come candidato per il partito liberale nel collegio natale di sua moglie a Yeovil in Somerset. Ashdown iniziò a lavorare per Normalair Garrett, allora parte del Westland Group  con sede a Yeovil. Lavorò quindi per Tescan e dopo la chiusura di tale azienda nel 1981 restò brevemente disoccupato, prima di iniziare a lavorare per il Consiglio di Contea del Dorset nei servizi sociali ai giovani disoccupati.

### Deputato
Alle elezioni del 1983 Ashdown riuscì a strappare il seggio di Yeovil ai conservatori, che lo avevano tenuto sin dal 1918, anche attirando il voto laburista.
Ashdown era stato a lungo nell'ala socialdemocratica del Partito Liberale, sostenendo il patto Lib-Lab del 1977 e l'alleanza con l'SDP. Nei primi anni '80 era un prominente attivista contro gli euromissili, descrivendoli nel 1983 ad Hyde Park come "l'avanguardia dell'intera lotta anti-nucleare. E' l'arma che DOBBIAMO fermare."
Poco dopo essere entrato alla House of Commons, Ashdown fu nominato portavoce dell'Alleanza SDP-Liberali per commercio e industria, e quindi per l'educazione. Si oppose alla privatizzazione delle Royal Ordnance Factories nel 1984, e nel 1986 criticò il governo Thatcher per aver consentito agli Stati Uniti di bombardare la Libia di Gheddafi a partire dalle basi militari britanniche. Nel 1987 fece campagna contro la perdita dei diritti sindacali per i lavoratori del GCHQ.

### A capo dei Liberal Democratici

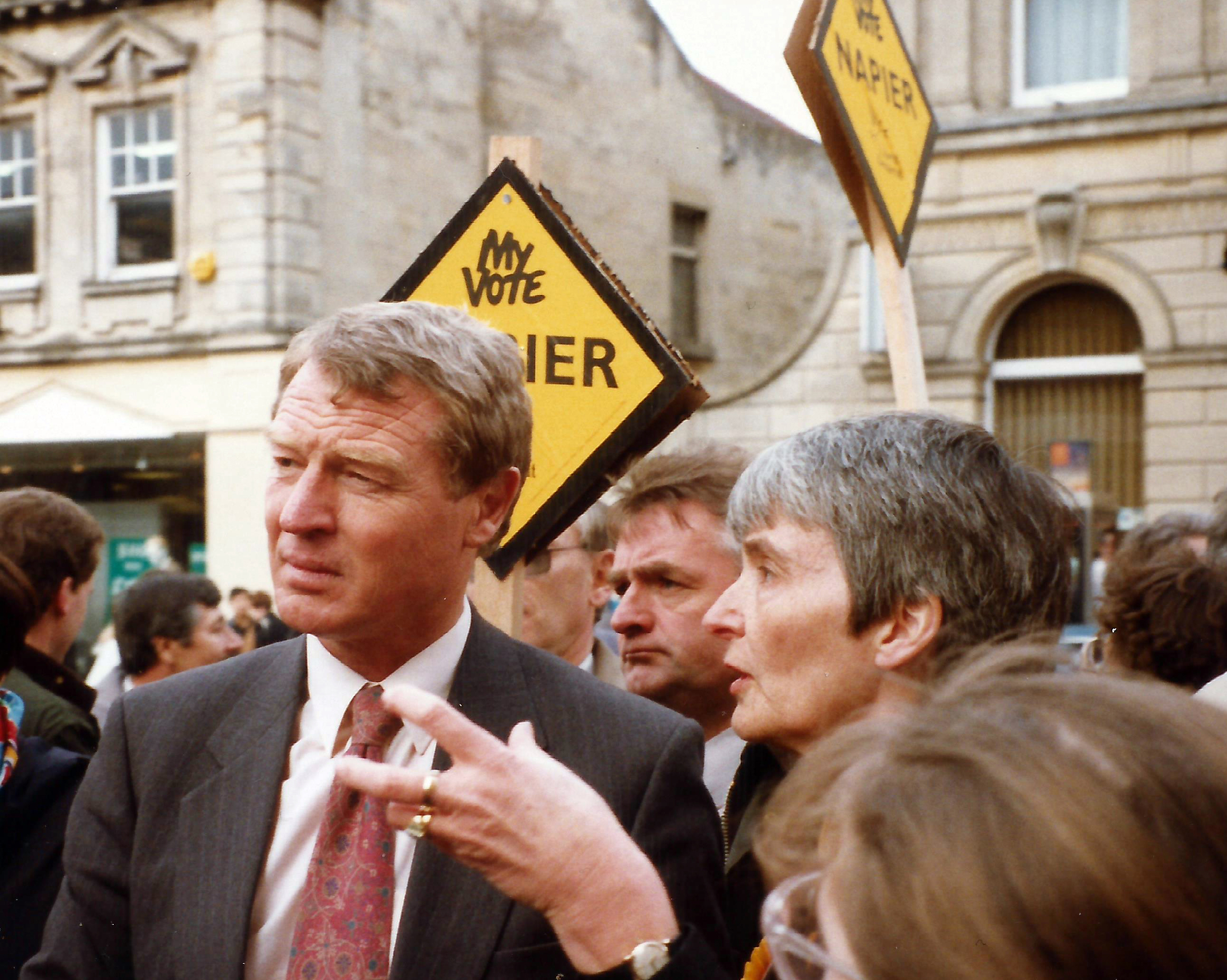
Ashdown a Chippenham durante la campagna per le elezioni del 1992.

Quando nel 1988 il Partito Liberale si fuse con i Social Democratici per formare i Social e Liberal Democratici (dal 1989 Liberal Democratici) Ashdown venne eletto a capo del partito e fatto membro del Consiglio privato di sua maestà nel gennaio 1989.
Ashdown guidò i Lib-Dem alle elezioni del 1992 e 1997. Nonostante la perdita di due seggi nella prima (per un totale di 18), nella seconda i Lib-Dem ottennero invece un record di 46 seggi, il miglior risultato sin dagli anni '20, nonostante una percentuale di voti minore di quella del 1992.
Tra il 1993 e il 1997, Ashdown fu tra i sostenitori della cooperazione tra i liberaldemocratici e il "New Labour", avendo anche incontri segreti con Tony Blair per discutere la possibilità di un governo di coalizione - eventualità poi non realizzatasi.
Un "Comitato di Gabinetto congiunto" (JCC) che includeva alti esponenti politici laburisti e liberaldemocratici discusse dell'attuazione delle priorità condivise delle due parti per la riforma costituzionale; il suo mandato fu in seguito ampliato per includere altre questioni sulle quali Blair e Ashdown vedevano la possibilità di cooperazione tra le due parti. I lavori del comitato congiunto furono interrotti sotto la successiva presidenza lib-dem di Charles Kennedy.
Ashdown annunciò le sue dimissioni da leader dei Lib-Dem il 20 gennaio 1999, lasciando il 9 agosto dello stesso anno dopo 11 anni nel ruolo. Nel 1999 si parlò di lui come possibile nuovo Segretario Generale della NATO, nonostante dubbi per la sua mancanza di esperienza di governo; la posizione andò infine al ministro della difesa, il laburista George Robertson.
Ashdown venne nominato Knight Commander of the Order of the British Empire (KBE) nel 2000 Nel giugno 2001 Ashdown si dimise dalla Camera dei rappresentanti. Venne quindi creato Pari a vita come Barone Ashdown di Norton-sub-Hamdon nella Countea del Somerset, il 10 luglio 2001.  Lo stesso anno l'Università di Bath gli conferì un dottorato in legge honoris causa.

### Alto rappresentante per la Bosnia ed Erzegovina

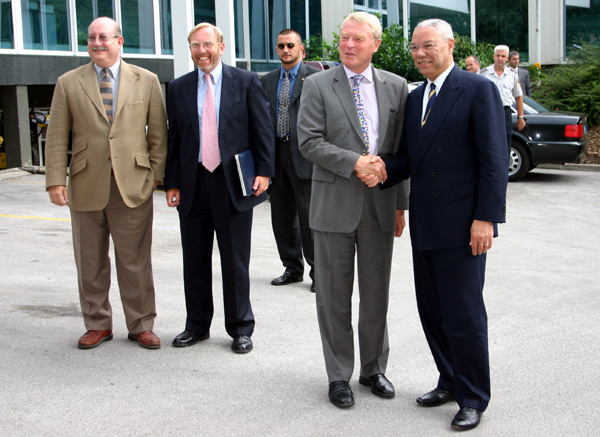
Ashdown with US Secretary of State Colin Powell in July 2004

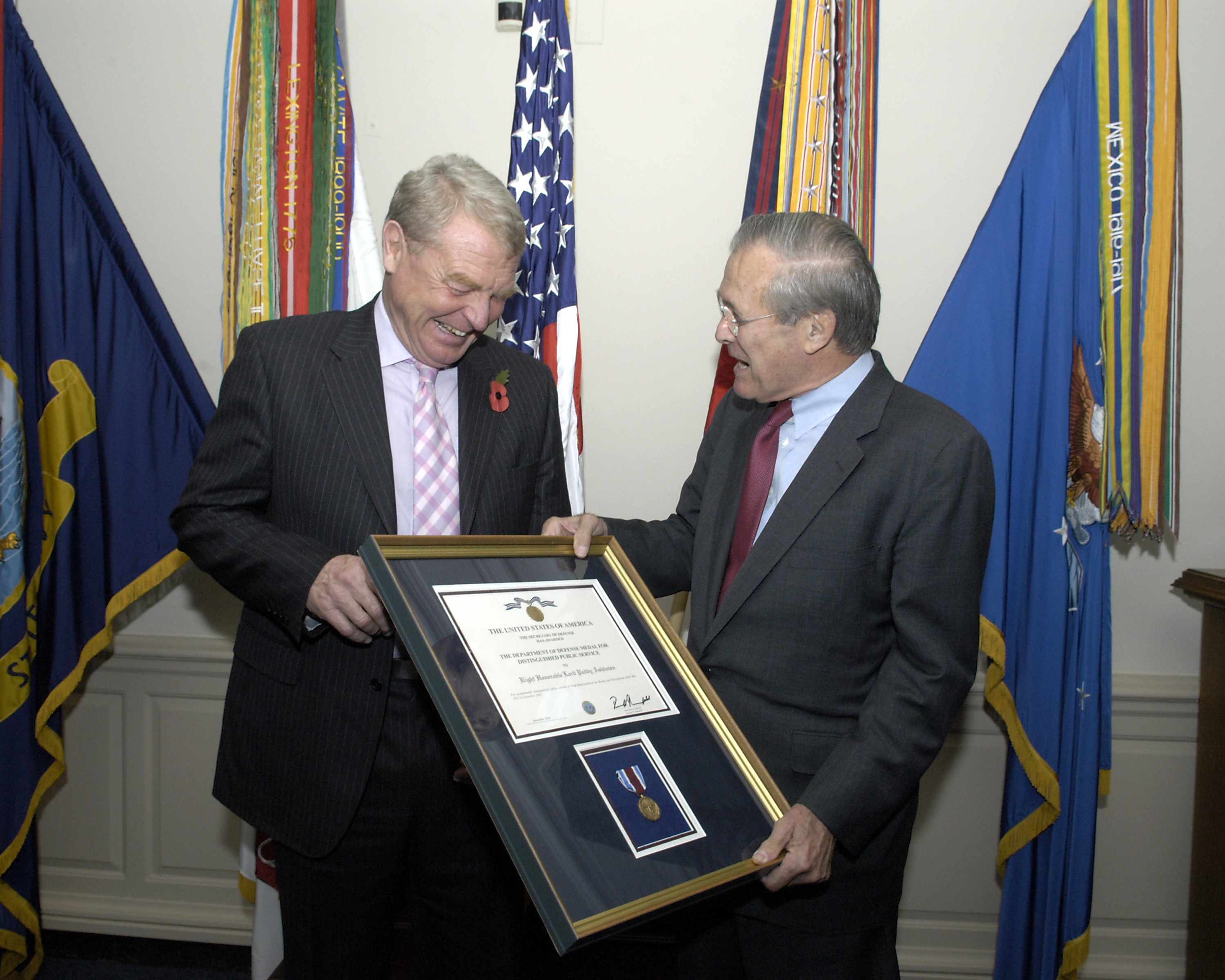
Ashdown receiving the Distinguished Public Service Award from US Secretary of Defense Donald Rumsfeld in November 2004

Dopo aver lasciato la politica attiva, Ashdown accettò la nomina ad Alto Rappresentante per la Bosnia ed Erzegovina il 27 maggio 2002, in continuità con il lungo attivismo a favore dell'intervento internazionale in quella regione. È succeduto a Wolfgang Petritsch nella posizione creata in base all'accordo di Dayton. Ashdown ha avuto molti successi durante il suo periodo come Alto Rappresentante, compreso il rafforzamento delle istituzioni statali bosniache, istituendo organi come la State Investigation and Protection Agency, un unico Ministero della Difesa, e un unico Esercito della Bosnia ed Erzegovina. Il suo stile interventista nella politica bosniaca lo fece definire "Viceré di Bosnia" dai suoi critici.
Il 14 marzo 2002, Ashdown è stato testimone dell'accusa al processo a Slobodan Milošević presso il Tribunale penale internazionale per l'ex Jugoslavia. Ha detto di essere sul confine tra Kosovo e Albania vicino a Junik nel giugno 1998. Da questa posizione, attraverso il suo binocolo, Ashdown ha affermato di aver visto le forze serbe bombardare diversi villaggi.
Nel luglio 2005 un testimone della difesa, il generale Božidar Delić, ha affermato di poter dimostrare con una mappa topografica dell'area che Ashdown non avrebbe potuto vedere le aree che sosteneva di poter vedere, poiché colline, montagne e fitti boschi avrebbero ostruito la sua vista.
Dopo le affermazioni di Delić, Ashdown ha fornito al tribunale le coordinate della griglia e una sezione trasversale del terreno, indicando che poteva effettivamente vedere le località interessate. Queste coordinate indicavano che si trovava sul confine tra Kosovo e Albania, che all'epoca era un confine sigillato. L'accusa ha anche usato alcune nuove mappe e sezioni trasversali topografiche che indicano la posizione di Ashdown, ma la loro accuratezza è stata contestata da Delic, poiché la posizione di un villaggio era diversa dalle altre mappe dell'area.

### Posizioni successive

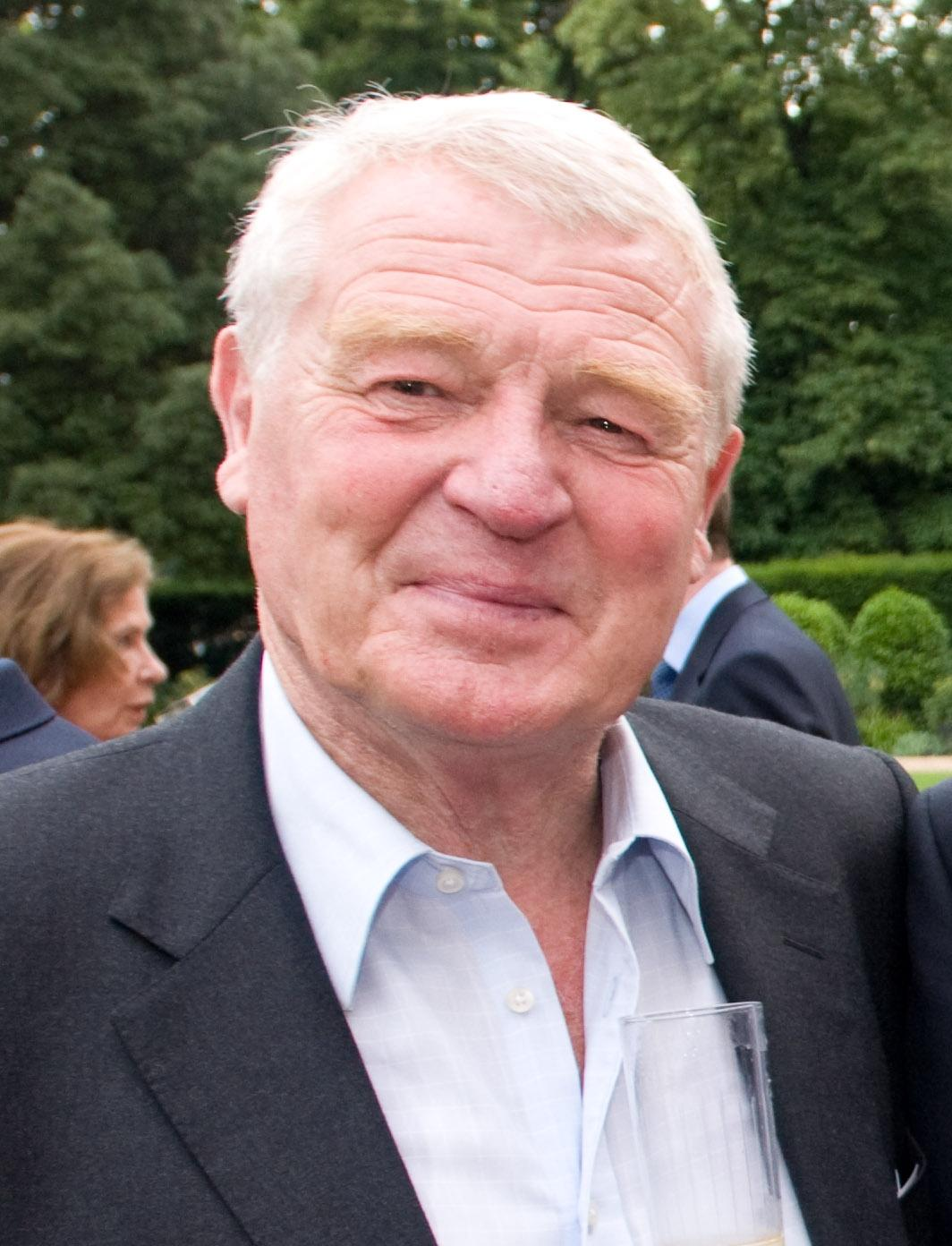
Ashdown nel 2011

Nel giugno 2007 gli venne offerto il posto da Segretario di Stato per l'Irlanda del Nord nel governo laburista di Gordon Brown, nonostante il leader lib-dem Menzies Campbell avesse annunciato che nessun lib-dem avrebbe preso parte al governo Brown.
Ad Ashdown è stato in seguito chiesto dal Segretario di Stato americano Condoleezza Rice e dal Primo Ministro britannico Gordon Brown di prendere in carico lo sforzo degli Alleati in Afghanistan. Il 7 marzo 2008 il diplomatico norvegese Kai Eide è stato nominato rappresentante delle Nazioni Unite per l'Afghanistan, dichiarando "Non sono Paddy Ashdown, ma non sottovalutatemi".
Ashdown è stato membro del consiglio di amministrazione di Interpeace, organizzazione internazionale di peacebuilding. Ha anche servito come Presidente di Chatham House. Nel 2015 ha presieduto la squadra dei Lib-Dem in vista della campagna elettorale.
In pensione Ashdown divenne una voce regolare per i liberaldemocratici. Ha sostenuto pubblicamente gli attacchi militari in Siria nel 2013 e ha detto di essersi vergognato dopo che il parlamento ha votato contro di loro.
Alle elezioni generali del 2015 è apparso sulla BBC poco dopo l'annuncio del exit poll che prevedeva che i liberaldemocratici sarebbero stati ridotti da 57 deputati a 10. Ashdown ha dichiarato che avrebbe mangiato il suo cappello se l'exit poll fosse stato corretto. Il risultato è stato che i liberaldemocratici hanno avuto solo otto deputati. Alcuni commentatori hanno chiosato che questo fosse un esempio di come i liberaldemocratici mantengono le proprie promesse - in relazione con i cambi di campo dei Lib-Dem durante il governo di coalizione coi conservatori. 
Ashdown ha mantenuto la sua promessa un giorno dopo l'elezione al programma Question Time della BBC, dove gli è stato presentato un cappello di cioccolata che ha mangiato.
Nel 2016 ha contribuito a fondare More United, un movimento liberale e progressista trans-partitico, in risposta al risultato del referendum sulla brexit.

### Vita privata
Ashdown sposò Jane Courtenay nel 1962. La coppia ebbe un figlio, Simon, e una figlia, Katharine, insieme a tre nipoti. Nel 1992, dopo che la stampa venne a conoscenza di un documento relativo a un caso di divorzio, Ashdown rivelò un rapporto di cinque mesi con la sua segretaria, Patricia Howard, cinque anni prima da cui acquisì il soprannome di "Paddy Pantsdown". La sua carriera e il suo matrimonio sopravvissero entrambi alla tempesta politica e tabloid (la moglie lo perdonò).
Ashdown tifava per lo Yeovil Town.  Era inoltre membro del the National Liberal Club.
Nell'ottobre 2018 gli fu diagnosticato un carcinoma della vescica. Morì il 22 dicembre 2018, a 77 anni.

## Opere
- The Ashdown Diaries 1988–1997, vol. 1, 2000, ISBN 0-14-029775-8.
- The Ashdown Diaries 1997–1999, vol. 2, 2001, ISBN 0-14-029776-6.
- Swords and Ploughshares: Building Peace in the 21st Century, 2008, ISBN 0-297-85303-1.
- A Fortunate Life: The Autobiography of Paddy Ashdown, 2010, ISBN 978-1-84513-419-8.
- The Cruel Victory: The French Resistance, D-Day and the Battle for the Vercors 1944, 2011, ISBN 978-0-00-752081-7.
- A Brilliant Little Operation: The Cockleshell Heroes and the Most Courageous Raid of World War 2, 2012, ISBN 1-84513-701-9., L’operazione militare segreta che ha cambiato la storia, Newton Compton editori, 2013.
- Game of Spies – The Secret Agent, the Traitor and the Nazi, 2016, ISBN 978-0-00-814084-7.
- Nein! Standing Up to Hitler 1935-1944, London, William Collins, 2018, ISBN 978-0-00-825704-0., Gli uomini che hanno detto di no a Hitler,Newton Compton editori, 2020.